# Frank Herzog (Künstler)
Frank Herzog (* 29. Dezember 1949 in Bückeburg; † 31. Dezember 2022) war ein deutscher Maler, Bildhauer und Zeichner.
Frank Herzog studierte von 1968 bis 1973 an der Werkkunstschule Bielefeld bei Karl-Heinz Meyer. Er war 1971 Mitbegründer der Projektgruppe Kunst und Politik (KUPO). Es folgte ein Lehrauftrag für zeichnerische Gestaltung, Grundlagen und Aktzeichnung an der Fachhochschule Bielefeld von 1978 bis 2003. Im Jahr 2003 erhielt er ein Arbeitsstipendium bei der Stiftung Kunstfonds Bonn.
Frank Herzog wohnte seit dem Jahr 2003 mit seiner Familie im Westerwald. Er hatte einen Sohn und arbeitete in seinem Atelier in Eichelhardt.

## Ausstellungen
- 2007 Blick zurück - Offenes Depot IV Galerie Vayhinger, Radolfzell
- 2006 Frank Herzog Kallmann Museum, Ismaning
- 2005 WEISS = SCHWARZ = WHITE = BLACK Iwalewa-Haus, Bayreuth
- 2003 Nacht Galerie Susanne Zander, Köln
- 2004 All Creatures Great and Small Comme ci Comme ca II, Köln
- 2004 Black & White Galerie Gabriele Rivet, Köln
- 2003 Himmelsschwer, Joanneum, Graz

## Publikationen
- Frank Herzog zurück in die Kunstgeschichte, back into art history Bielefeld : Kerber, 2009
- Privathaus, Recklinghausen : Kunsthalle, 2006
- Wunderkammer, Braunschweig : Kunstverein, 1998
- Tierbuch Hoeps, Reinhard. - Köln, Odeon-Verl., c 1993
- Frank Herzog, Bielefeld : Kunsthalle, 1982